# Fromage américain
Le fromage américain, american cheese ou simplement american en anglais, est un type de fromage industriel à pâte fondue originaire des États-Unis. 
Naturellement de couleur blanche, il est artificiellement coloré en orange pour ressembler à du cheddar.
Il est généralement utilisé fondu dans les cheeseburgers, les sandwichs grillés au fromage ou pour le mac and cheese.